# Phantomas (Filmreihe)
Phantomas war eine mindestens 16-teilige Krimi-Serie aus den Jahren 1916 bis 1920. Die Rolle des Phantomas in diesen Stummfilmen spielten Erich Kaiser-Titz, Rolf Loer und A. Lör. Regie führten dabei Ernst Mátray, Louis Neher, Adolf Gärtner, Jaap Speyer, Johannes Guter und Mutz Greenbaum. Die Filme basieren auf der Figur des Fantômas.

## Filme
| Jahr | Seriennummer | Titel                            | Regisseur      | Darsteller                       | Nr. der Zensurkarte Polizei Berlin |
| ---- | ------------ | -------------------------------- | -------------- | -------------------------------- | ---------------------------------- |
| 1916 | I.           | Schloss Phantom                  | Ernst Mátray   | Erich Kaiser-Titz                | 39733                              |
| 1916 | II.          | Ramara                           | Ernst Mátray   | Erich Kaiser-Titz                | 39931                              |
| 1917 | III.         | Der Erbe von Het Steen           | Louis Neher    | Erich Kaiser-Titz                | 40151                              |
| 1917 | (IV.)        | Das Nachtgespräch                | Adolf Gärtner  | Erich Kaiser-Titz                | 40414                              |
| 1917 | V.           | Zimmer Nummer sieben             | Adolf Gärtner  | Erich Kaiser-Titz                | 40513                              |
| 1917 | (VI.)        | Ein Tropfen Gift                 | Adolf Gärtner  | Erich Kaiser-Titz                | 40668                              |
| 1917 | (VII.)       | Am Hochzeitsabend                | Adolf Gärtner  | Erich Kaiser-Titz                | 40951                              |
| 1917 | (VIII.)      | Ein scharfer Schuss              | Adolf Gärtner  | Rolf Loer                        | 41336                              |
| 1918 | (IX.)        | Das gestohlene Hotel             | Adolf Gärtner  | Rolf Loer                        | 41494                              |
| 1918 | (X.)         | Die Glocken der Katharinenkirche | Adolf Gärtner  | Rolf Loer bzw. Erich Kaiser-Titz | 41601                              |
| 1918 | (XI.)        | Die erwachende Venus             | Adolf Gärtner  | Rolf Loer                        | 41732                              |
| 1918 | (XII.)       | Der Teilhaber                    | Jaap Speyer    | Rolf Loer                        | 42208                              |
| 1918 | (XIII.)      | Das Glück von Lindenberg         | -              | Rolf Loer                        | 42509                              |
| 1918 | (XIV.)       | Die Pokerpartie                  | -              | Rolf Loer                        | 42569                              |
| 1918 | (XV.)        | Der gelbe Schatten               | Johannes Guter | Rolf Loer                        | 42723                              |
| 1920 | (XVI.)       | Der Mann im Nebel                | Mutz Greenbaum | A. Lör (Rolf Loer)               | 43803                              |